# 113ª Squadriglia
La 113ª Squadriglia del Servizio Aeronautico del Regio Esercito fu operativa dal 10 maggio 1917 con aerei SAML S.1 prima di passare alla Regia Aeronautica.

## Storia

### Prima guerra mondiale
La nascita della 113ª Squadriglia è il 18 marzo 1917 a Torino andando a fine mese al Campo di aviazione di Arcade ed il 28 aprile all'Aeroporto di Udine-Campoformido e sempre in aprile nasce un'altra Sezione all'Aeroporto di Aviano.
Diventa operativa dal 10 maggio al comando del Capitano Mario Van Axel Castelli che dispone di altri 4 piloti e 3 osservatori con 2 Sezioni SAML S.1 prodotti dalla Fratelli Frattini denominati Condor.
Inquadrata nel XII Gruppo (poi 12º Gruppo caccia) per la 4ª Armata (Regio Esercito) opera con la 1ª Sezione a Feltre comandata in aprile dal Tenente Rino Corso Fougier, poi dal Ten. osservatore Ubaldo Chiara e la 2ª Sezione a Campoformido per il II Gruppo (poi 2º Gruppo volo) per la 2ª Armata (Regio Esercito) e dal 24 maggio dal VI Gruppo (poi 6º Gruppo caccia) prima di entrare nella 115ª Squadriglia dal 30 agosto.
La Sezione di Feltre il 20 maggio 1917 con Fougier con Chiara ingaggiò uno scontro aereo con tre caccia austriaci tra cui gli Hansa-Brandenburg D.I dell'Asso dell'aviazione Godwin Brumowski che rivendica l'ottava vittoria, in collaborazione con l'asso Károly Kaszala entrambi della FliK 41J, sopra l'Altopiano della Bainsizza, atterrando in emergenza con l'aereo fuori uso.
La Sezione di Campoformido ha un pilota ed un osservatore e dal 26 maggio va a Cavazzo Carnico per il VI Gruppo.
Il 14 giugno un SAML S.2 viene abbattuto in Val d'Assa dal Br. D.I dell'asso Josef Kiss della Flik 24 ed atterra in emergenza nelle linee austriache.
In agosto la 1ª Sezione è al Campo di aviazione di Villaverla insieme alla 3ª Sezione che dispone di 5 piloti e che il 28 agosto entra nella 115ª Squadriglia.
Il 1º settembre a Cavazzo Carnico ci sono 3 Sezioni una delle quali ricevuta dalla 115ª Squadriglia ed il reparto al comando del Maggiore Renato Pascale che dispone di altri 6 piloti ed 8 osservatori tra cui il comandante interinale Cap. Ugo Giuffrè ed il Sottotenente Roberto Lordi che diventerà pilota, Generale della Regia Aeronautica ed infine partigiano morto alle Fosse Ardeatine.
Il 4 settembre un SAML costringe su Ternova all'atterraggio un aereo nemico ed il 7 settembre un SAML viene abbattuto dal Br. D.I dell'asso Raoul Stojsavljevic (10 vittorie).
Dopo la Battaglia di Caporetto il 28 ottobre ripiega a Santa Giustina (Italia), il 3 novembre a Nove di Bassano e l'11 novembre al Campo di aviazione di Casoni di Mussolente operando per il XII Gruppo ed il comando passa al Cap. Innocenzo Paroli che dispone di altri 7 piloti e 5 osservatori.
A fine anno ci sono 7 piloti e 9 osservatori ed all'inizio del 1918 inquadrata nel II Gruppo il 1º gennaio un SAML abbatte su Foza uno dei 3 caccia dai quali era attaccato e riceve il Ten. osservatore Adriano Monti (generale).
Il 5 gennaio un bombardamento su Casoni danneggia 7 SAML ed il 28 febbraio ripiega a Medole per la 5ª Armata (Regio Esercito) e 7ª Armata (Regio Esercito) passando al IX Gruppo (poi 9º Gruppo Caccia).
In giugno invia 6 aerei alla 39ª Squadriglia come rinforzo e passa al XX Gruppo (poi 20º Gruppo).
Il 17 luglio va a sostituire la 40ª Squadriglia che si era sciolta a Cividate Camuno insieme ad una sezione caccia ed all'inizio dell'autunno dispone di 11 piloti e 12 osservatori tra cui il Ten. Manlio Molfese.
Il 4 novembre aveva 3 SAML operativi e nel conflitto ha svolto 458 voli di guerra.
Poi torna a Campoformido ed in dicembre il comando passa al Ten. Monti entrando nel Gruppo da Ricognizione Tattica e Strategica rimanendo attiva fino alla seconda guerra mondiale transitando dal 1922 sui Fiat R.2.
Al 20 aprile 1919 disponeva di 7 SAML.

### Il dopoguerra
Il 20 dicembre 1925 è a Campoformido nel 63º Gruppo del 21º Stormo di Bologna sugli Ansaldo A.300 della Regia Aeronautica.
Il 20 gennaio 1927 va all'Aeroporto di Gorizia e dal maggio 1929 passa sugli IMAM Ro.1.
Dal 15 settembre 1939 passa al 22º Stormo O.A. tornando ad Udine.

### Seconda guerra mondiale
Al 10 giugno 1940 è a Campoformido con 8 IMAM Ro.37 nel 63º Gruppo del 22º Stormo Osservazione Aerea per il 2º Gruppo Armate Est nell'Aviazione Ausiliaria per l'Esercito.
Dopo l'Invasione della Jugoslavia dell'aprile 1941 partecipa alle operazioni di contro guerriglia.
Al 2 settembre 1942 è sulle alture di Pola nel 21º Stormo ed all'8 settembre 1943 era all'Aeroporto di Lubiana Jože Pučnik con 4 Caproni Ca.314 ed un Caproni Ca.313 nel LXIII Gruppo del 21º Stormo Osservazione Aerea.